# AV Fortuna

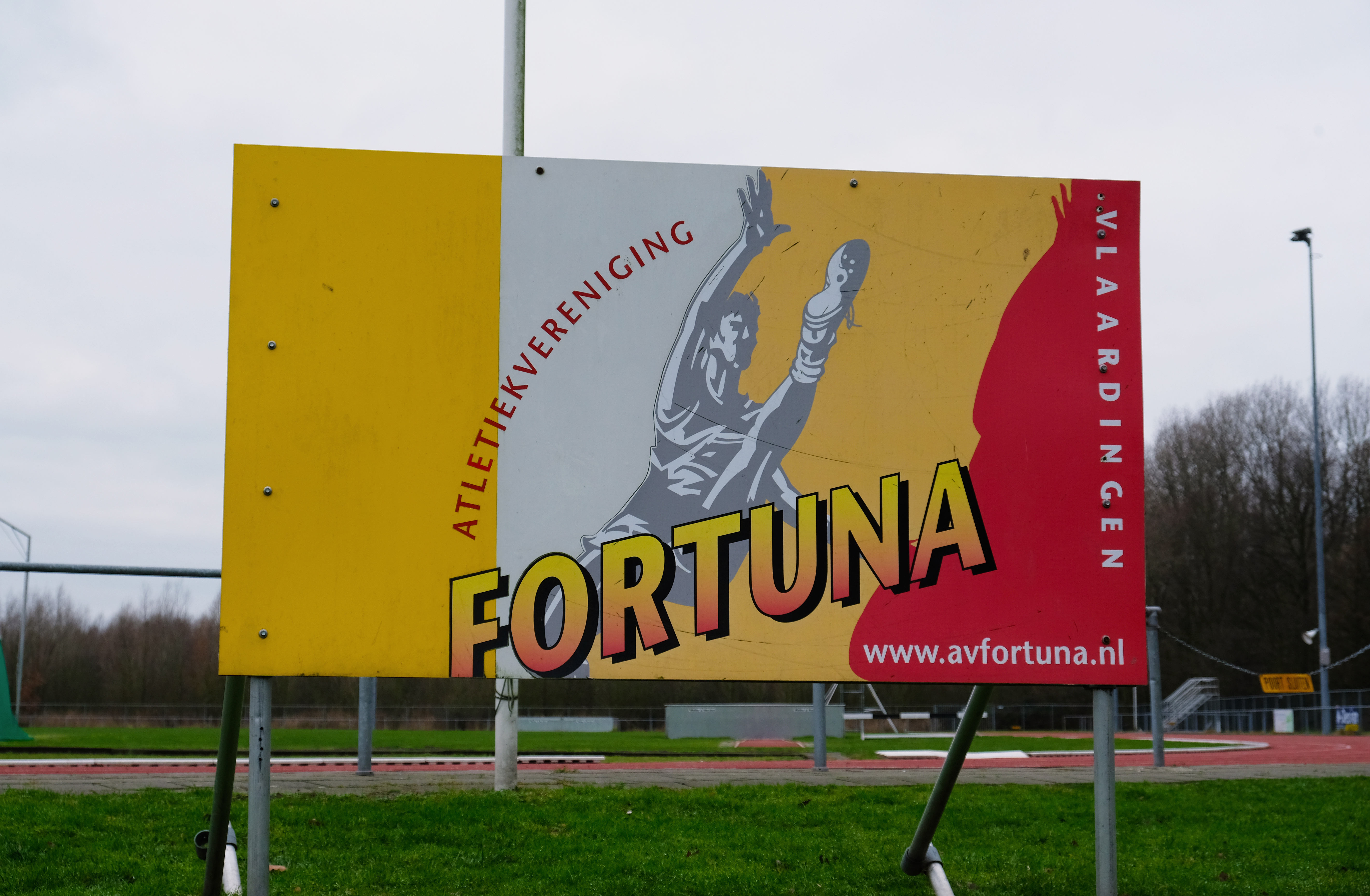
Bord van AV Fortuna voor de baan van de vereniging (2019)

AV Fortuna is een atletiekvereniging in Vlaardingen. De club is op 1 juni 1948 opgericht. De vereniging is aangesloten bij de Atletiekunie en ligt in atletiekregio 9, Rijnmond. AV Fortuna biedt atletiek- en hardlooptrainingen aan voor elke leeftijdscategorie, inclusief atleten met een lichamelijke of verstandelijke handicap.

## Accommodatie
De accommodatie van AV Fortuna ligt in de Broekpolder te Vlaardingen. De kunststof atletiekbaan is zes-baans met twee extra sprintbanen en heeft een steeplebak.
Verder heeft de baan:
- 2 discus-/kogelslingerringen (+ 3 oefenringen)
- 2 hoogspringinstallaties
- 2 kogelstootbakken
- 1 polsstokhooginstallatie
- 2 speerwerpaanlopen
- 5 verspring/hink-stap-sprongbakken

Binnen de Polderpoort beschikt AV Fortuna over een materiaalhok en een krachthonk.

## Clubtenue
Het tenue van AV Fortuna bestaat uit de kleuren geel, rood en zwart. Het shirt is geel met rode zijkanten, heeft het verenigingslogo op de borst en "AV Fortuna" in letters op de rug. De short is zwart.

## Geschiedenis
Op 1 juni 1948 werd AV Fortuna opgericht door de voetballers van Fortuna die buiten het voetbalseizoen wilden blijven sporten. Atleten trainden eerst op de voetbalvelden van Fortuna en in het Oranjepark, maar in mei 1964 kreeg AV Fortuna zijn eigen sportcomplex aan de Zuidbuurtseweg. In september 2005 beschikt de atletiekvereniging over een eigen atletiekbaan aan de rand van de Broekpolder.

## Jaarlijkse wedstrijden
- Paaswedstrijd
- Vlaardingse Polderwedstrijd
- Clubkampioenschappen (outdoor en indoor)
- RunningPoint Cross Challenge (3 wedstrijden per jaar)
- Vulcaan Halve Marathon (+ 5 km, 10 km, kidsrun, power-walking)
- Oliebollenloop